# 巴爾提斯峽谷
巴爾提斯峽谷（英語：Baltis Vallis）是金星上一個蜿蜒的峽谷，寬度約1至3公里，長度超過7000公里，比地球上的尼羅河稍長，並且是太陽系已知最長峽谷。一般認為這是內有熔岩的熔岩渠道。

## 特徵
巴爾提斯峽谷是位於一個完全由平原和皺脊地形組合成的區域上。該峽谷的地形是上下起伏，一些區域是向上的，這代表在峽谷形成後有些區域上升或下降。
巴爾提斯峽谷的兩端原本是看不見的，因此原本並不知道其實際長度。最早是由蘇聯的金星15號和金星16號發現；發現時影像解析度約1公里，並偵測到了約1000公里。這種渠道狀的地質特徵在金星上的平原相當常見。在整個平原的一些地方可以發現是由已經融化的熔岩或者是熱侵蝕形成的路徑。寬度大約是1到3公里。某些特徵類似地球上的蜿蜒河道，其中有曲流、河跡湖和廢棄河道。但金星表面的渠道並不像地球的那麼彎曲；主要的原因是因為較新的熔岩平原會覆蓋部分區域，因此難以確定其來源。有些雷達上是黑暗的廣大平原和這些地質特徵有關，代表有巨大的流量。這些有大量沉積物的河道看起來比其他種類的河道要年老，因為這些渠道被破碎地形和皺脊穿過，並且常被其他火山作用的物質掩埋。此外，這些河道看起來會向上或向下，代表這些平原在河道形成後受到區域性的板塊運動造成彎曲。